# François l'Olonnais
Jean David Nau také Francois l'Olonnais (1635? Sables-d'Olonne – 1668? Darién) byl francouzský pirát, bukanýr a privatýr, pokládaný za nejbezohlednějšího piráta všech dob.
Narodil se v Sables d'Olonne na západě Francie. Dětství prožil v nevolnictví na ostrově Martinik v Karibiku, kde byl vystaven drsným životním podmínkám. Po osvobození z nevolnictví, se přestěhoval na ostrov Tortuga, kde se mu podařilo od místního guvernéra získat loď.
Kariéru piráta začal na začátku zlatého věku pirátů, když byl ostrov Tortuga jejich bezpečným útočištěm. Roku 1662 jeho loď ztroskotala nedaleko Mexika. Následně došlo k boji mezi Španěly a jeho posádkou. L'Olonais všechny obelstil, když se namazal krví a lehl si mezi mrtvé. Zatímco Španělé slavili jeho smrt, se nepozorovaně se vplížil do města, kde ukradl člun a osvobodil několik otroků. Ti se stali jeho novou posádkou. Svou posádku dále rozšiřoval, až v roce 1667 měl pod svým velením již 600 mužů a 8 lodí.
Jedním z jeho cílů byla pevnost v Maracaibu, která byla považována za nedobytnou. Jemu se ji podařilo dobýt během několika hodin. Obyvatelé pevnosti začali schovávat cennosti a prchali do bezpečí, přesto je piráti z jeho posádky dopadli a mučili, dokud nepřiznali, kde schovali svůj majetek. Maracaibo se zdržel dva měsíce. Tyto dva měsíce byly popsány jako peklo na zemi. Jeho dalším cílem bylo město San Antonio de Gibraltar, na východním břehu zátoky Maracaibo, kde zabil 500 lidí. Po hrůzách v Maracaibu mu zdejší Španělé rychle dali co požadoval. Přesto město vyplenil.
Další jeho výpravy nebyly tak úspěšné a posádka ho začala opouštět, až mu zbyla jen jedna loď. Nakonec se setkal s osudem stejně hrozným jako kdokoli z těch, kdo se stal jeho obětí. Svou jedinou loď ztratil na pobřeží a tak s malou skupinou pirátů vyrazil do vnitrozemí Darién. Krátce poté byli zajati domorodými kanibaly z kmene Guna. Válečníci kmene přežili střet s obávanou posádkou. Francois l'Olonnais byl zajat a zabit. Jeho tělo bylo spáleno na popel. Je možné, že byl kmenem kanibalů sněden.